# Acridocarpus spectabilis
Acridocarpus spectabilis är en tvåhjärtbladig växtart som först beskrevs av Franz Josef Niedenzu, och fick sitt nu gällande namn av Van Doorn-hoekman. Acridocarpus spectabilis ingår i släktet Acridocarpus och familjen Malpighiaceae. Inga underarter finns listade i Catalogue of Life.